# Fuck the Millennium (Scooter-kislemez)
A Fuck the Millennium a német Scooter együttes 1999-es kislemeze, a második kislemez a Back to the Heavyweight Jam című lemezükről. Címét a KLF együttes 2K néven készített 1997.es projektjéből nyerte, a Push the Beat for This Jam borítószövege alapján pedig a 2000-es év körülötti hisztériának szerettek volna fityiszt mutatni. Ezt jelképezte a koncerteken díszletként bemutatott, középső ujját a magasba emelő kéz. A kislemezváltozat az albumverzióhoz képest jelentős mértékben módosított, Billy Vaughn "Wheels" című számának a dallama lett a refrén.
Ez a kiadvány sok szempontból mérföldkő a Scooter életében. Ennek a kislemeznek a borítóján szerepelt először a megafon, mint logó, továbbá a Crass betűtípus egy módosított változatával stilizált Scooter-felirat, melyet az együttes a mai napig jelképként használ. Ugyancsak ezen a kislemezen (illetve már a nagylemezen hallható változaton is) hallható először a Shure-mikrofonnal előállított megafon-effekt, mely H.P. Baxxter hangját torzítja, és amely az elkövetkező másfél évtizedben az együttes hangzására rányomta a bélyegét.
A lemezborítón H.P. hátsó fele látható, letolt gatyával, pucéron. Ezt a német VIVA "Club Rotation" című műsora során fényképezték le.

## Számok listája
1. Fuck the Millennium – 04:12
2. Fuck the Millennium (Extended) – 05:16
3. New Year's Day – 06:39

A borítón a Radio Edit hosszát tévedésből 3:58-nak tüntetik fel. A limitált változatban megjelenő kislemezhez járt egy ajándék matrica is. A "New Year's Day" tulajdonképpen nem igazi B-oldal, hanem egyfajta Club Mix-változatnak tekinthető.

### Vinyl verzió
- A1: Fuck the Millennium (Extended)
- B1: New Year’s Day

## Más változatok
A dalt teljes hosszában ma már csak nagyon ritkán játsszák, lényegében medleyben játsszák vagy a Habanerával, vagy ami gyakoribb, a "Call Me Manana"-val. Ez utóbbiba a koncerteken gyakran beszállt Rick J. Jordan, illetve kilépése óta Michael Simon.
2000-ben a Trance Base Vol.3. című válogatáslemezre felkerült a dal instrumentális változata.
2002-ben az "Encore - Live and Direct" című kiadványon helyet kapott a dal koncertverziója. A szintén 2002-es 24 Carat Gold című válogatáslemezre egy megvágott változata került fe.
2008-ban a Live In Berlin című kiadványukon szerepel koncertfelvételen. Már ezen is hallható, hogy a refrének előtti szintetizátor-felvezetéseket erőteljesebbre hangolták, lényegében ez az egyetlen változtatás.
A 2010-es Live In Hamburg illetve a 2020-as I Want You To Stream című kiadványokon a Call Me Manana-val egybejátszott változat kapott helyt. Ez utóbbi változaton a Depeche Mode "Black Celebration" című dalának dallamába megy át a refrén a váltás előtt.
A 2012-es The Big Mash Up Tour alatt egy medleybe került, az I'm Your Pusher-rel kezdve, a vége pedig a Habanerába torkollik.

## Videoklip
A "Fuck the Millennium" videója a 2000-es évbe való átlépés önfeledt várakozásáról szól: a Scooter koncertet ad, majd rajongóival bulizik egyet. A nagy visszaszámlálás után azonban nem sokan maradnak talpon. Ez a klip forgatására is igaz volt: a "Push The Beat For This Jam" című válogatásalbum bookletjében található információ alapján szerint húsz holland gabber-táncost szerződtettek a kliphez, ám ezekből csak három látható a videóban – a többiek állítólag kiütötték magukat.

## Közreműködtek
- H.P. Baxxter (szöveg)
- Rick J. Jordan, Axel Coon (zene)
- Jens Thele (menedzser)
- Norman Petty, Richard Stephens, Jimmy Torres (Fuck The Millennium, társszerző)
- Marc Schilkowski (borítóterv)